# Ignacy Drexler
Ignacy Tadeusz Marian Drexler (ur. 9 kwietnia 1878 we Lwowie, zm. 14 grudnia 1930 tamże) – polski urbanista, profesor Politechniki Lwowskiej.

## Życiorys
Uczył się w C. K. IV Gimnazjum we Lwowie, gdzie w 1897 ukończył VIII klasę i zdał egzamin dojrzałości. W latach 1912–1918 był radcą budownictwa w magistracie miasta Lwowa, jednocześnie w latach 1913–1925 pracował jako docent płatny budowy miast na Politechnice Lwowskiej, od 1925 jako profesor nadzwyczajny (w roku akademickim 1928/29 pełnił funkcję dziekana Wydziału Inżynieryjnego).
Opracował projekt regulacji Lwowa, zagospodarowania cmentarza Łyczakowskiego, był współautorem Podręcznika inżyniera Stefana Bryły.
Był bratem Luny Drexlerównej (1882–1933). Został pochowany na Cmentarzu Łyczakowskim we Lwowie.